# Archiv für Anatomie und Physiologie
Archiv für Anatomie und Physiologie was een wetenschappelijk tijdschrift op het gebied van de anatomie en de fysiologie. Het diende als opvolger van Archiv für Anatomie, Physiologie und wissenschaftliche Medicin en Zeitschrift für Anatomie und Entwicklungsgeschichte en bestond uit twee delen:
- Archiv für Physiologie
- Archiv für Anatomie